# Nová muzeologie
Nová muzeologie je muzeologický směr, který reaguje na společenské změny konce 60. let 20. století, kdy i dosavadní muzea a jejich činnost byla chápána jako symbol staré 
doby, jakýsi přežitek, který je potřeba změnit. 
Tzv. New museology se tak snaží odpoutat od starých muzeologických přístupů založených především na metodách uchovávání, restaurování, konzervování, evidenci apod. Základní principy byly nastíněny roku 1972 na konferenci Neue museologie  v Santiagu de Chile, kde byly také zformulovány principy Nového muzea (museo integral).
Podstatou nové muzeologie je propojit  návštěvníka s muzeem vedoucí k poznání sama sebe, rozvíjení svých schopností a vytváření zodpovědného přístupu k vlastnímu kulturnímu a přírodnímu dědictví. 